# Endless Journey (pel·lícula)
Endless Journey (xinès simplificat: 三大队). També traduïda a l'anglès com The Third Brigade. Película xinesa de l'any 2023. Dirigida per Dai Mo i protagonitzada per Zhang Yi , Li Chen,  Wei Chen,  Cao Bingkun i  Wang Xiao.

## Estil i realització
El guió escrit per Zhang Ji (张冀)  es basa en part en el conte de no ficció 请转告局长，三大队任务完成了 (literalment, "Si us plau, digues-li al cap, la missió del tercer equip s'ha completat"), basat en fets reals, escrit pel policia de Hubei, i escritor en les xarxes, Shenlan (深蓝)  (“Deep Blue”). Abans de convertir-se en autor, Shenlan va exercir com a agent de policia de primera línia en diversos càrrecs com ara, policia comunitàri, seguretat pública i investigació criminal, participant en la resolució de múltiples casos importants.

## Sinopsi
Ciutat de Taiping, província de Guangdong, sud de la Xina, 21 de setembre de 2002. El detectiu i capità de la policia ,Cheng Bing (Zhang Yi) i el seu Tercer Esquadró són cridats per la violació i assassinat de Yue Yang, una noia de 14 anys el cos de la qual jeu en un pis. Per a gran decepció del Segon Esquadró, que esperava que se li assignés el cas, el Tercer Esquadró té un molt bon historial. Amb el departament de policia sota una forta pressió, Cheng Bing diu al cap de policia Chen (Ning Xiaozhi) que resoldrà el cas en cinc dies. Després d'una intensa feina, el vespre del 23 de setembre, el membre més gran de l'esquadró, Zhang Qingliang (Yang Xinming), que va entrenar Cheng Bing i està a punt de retirar-se, troba una empremta digital que coincideix amb un cas similar a la província de Sichuan, en què els sospitosos eren els germans Wang Dayong (Wang Yutian) i Wang Eryong (Zhang Benyu). Tots dos van accedir a la propietat fent-se passar per tècnics  d'aire condicionat. Cheng Bing i el seu esquadró s'afanyen a arrestar els germans, però el Segon Esquadró, que ja és al domicili després d'un informe separat, ja ha alertat els sospitosos amb el soroll dels seus cotxes de policia. Quan esclata una gran discussió entre els esquadrons rivals, Zhang Qingliang, seguint una pista privada, veu Wang Eryong en un carreró, el persegueix però el perd. L'endemà, Zhang Qingliang té una hemorràgia cerebral, suposadament causada per la seva persecució de Wang Eryong, i és hospitalitzat en coma. El vespre del 25 de setembre, Wang Dayong és arrestat i confessa el robatori, però diu que va ser el seu germà qui va violar i matar la noia. Durant l'interrogatori arriba la notícia que Zhang Qingliang ha mort. Furiosos, Cheng Bing i els seus col·legues ataquen Wang Dayong, que mor més tard. Cheng Bing i el seu esquadró són enviats a la presó: ell durant vuit anys, Xi Yizhou (Wei Chen) durant sis, i Cai Bin (Cao Bingkun), Ma Zhenkun (Wang Xiao) i Liao Jian (Zhang Zixian) durant cinc cadascun. El març del 2009, després de sis anys, Cheng Bing és alliberat abans d'hora per bona conducta. El nou cap de policia Yang Jiantao (Li Chen) li diu que Wang Eryong encara és en llibertat: gairebé el van atrapar dues vegades, l'última vegada que es va saber d'ell va ser a la ciutat de Changsha, a la província de Hunan. Cheng Bing visita la seva dona Liu Shu (Huang Lu), que des de llavors s'ha divorciat d'ell, i la seva filla adolescent Huihui (Zhang Yitong); tots dos es mostren distants amb ell. Aleshores es reuneix amb els seus quatre antics companys, tots amb noves feines, i els diu que va a Changsha a perseguir Wang Eryong. Tots excepte Cai Bin decideixen unir-s'hi, tot i que Cai Bin apareix inesperadament més tard a Changsha. És l'inici d'una odissea de cinc anys que porta Cheng Bing per tot el país en una recerca implacable per portar Wang Eryong davant la justícia.

## Repartiment
En el repartiment destaca la presència dels actors  de cinema i televisió,  Zhang Yi,  en el paper de Cheng Bing, , Li Chen , Wei Chen i Cao Bingkun.
| Actor / Actriu | Paper             |
| -------------- | ----------------- |
| Zhang Yi       | Cheng Bing        |
| Li Chen        | Yang Jiantao      |
| Wei Chen       | Xu Yizhou         |
| Cao Bingkun    | Cai Bin           |
| Wang Xiao      | Ma Zhenkun        |
| Zhang Zixian   | Liao Jian         |
| Yang Xinming   | Zhang Qingliang   |
| Ai Liya        | Dona de Zhang     |
| Chen Chuan     | Pare de les noies |
| Chen Hao       | Policia           |
| Ya Gao         | Dona de Ma        |
| Huang Lu       | Dona de Cheng     |
| Zhang Benyu    | Wang Eryong       |

## Estrena
El film es va estrenar el 15 de desembre de 2023 Segons la revista Variety, amb dades de la consultora Artisan Gateway, va Artisan Gateway,  va recaptar 20,5 milions de dòlars (146 milions de RMB) entre divendres i diumenge, el seu cap de setmana d'estrena oficial, i segons "ComScore" va ser la número u mundial amb uns 53,6 milions de dòlars estimats en territoris internacionals i un debut de 39 milions de dòlars el cap de setmana a Amèrica del Nord.

## Crítica
Segons alguns crítics, el film a diferència de les pel·lícules policíaques tradicionals que emfatitzen l'espectacle visual, la violència i la representació de figures policials heroiques, *Endless Journey* adopta un enfocament diferent. Tria una relació d'aspecte poc convencional que s'acosta més a un format documental, centrant-se en donar forma a personatges realistes. Després de l'escena del crim d'una nit plujosa, la pel·lícula s'allunya de la narrativa tradicional del crim.